# El corazón del invierno
El corazón del invierno (en inglés: Winter's Heart) una novela de fantasía del autor estadounidense Robert Jordan, el noveno libro de su serie La rueda del tiempo. Fue publicada por Tor Books y lanzada el 7 de noviembre de 2000. Tras su lanzamiento, inmediatamente alcanzó la posición número 1 en la lista de best-sellers de ficción del New York Times, convirtiéndose en el segundo libro de La rueda del tiempo en alcanzar el puesto # 1 en esa lista.
El título del libro es una referencia a la creciente frialdad de la personalidad de Rand al'Thor y al regreso del invierno tras la reversión en el libro anterior, El camino de dagas, del calor antinatural causado por la manipulación del clima del Oscuro.
El corazón del invierno fue el primer libro de La rueda del tiempo para el cual el prólogo, titulado «Snow», se vendió como un libro electrónico antes de la publicación física del libro. «Snow» fue lanzado por Simon & Schuster en septiembre de 2000, dos meses antes de la publicación del libro.

## Resumen de la trama
Muchos de los eventos de El corazón del invierno tienen lugar simultáneamente con los eventos del próximo libro, Encrucijada en el crepúsculo. Perrin Aybara y sus seguidores persiguen a los Shaido Aiel que secuestraron a su esposa, Faile Bashere, mientras que Elayne Trakand intenta hacer frente los nobles rebeldes de Andor.
Mat Cauthon se encuentra atrapado en la ciudad de Ebou Dar en Altara, bajo la ocupación Seanchan. Su escape de dicha ciudad es interrumpido por una noble Seanchan llamada Tuon, la heredera del Trono de Cristal de los Seanchan; y Mat, habiendo escuchado la profecía de los alfinios sobre su propio matrimonio con la «Hija de las Nueve Lunas» (refiriéndose a Tuon) la secuestra.
Rand al'Thor es nombrado guardián por Elayne Trakand, Aviendha y Min Farshaw; y luego mata a la mayoría de los traidores Asha'man en Far Madding.
Atrapado por los guardias de Far Madding, Rand es encarcelado, pero luego es liberado por Cadsuane Melaidhrin y las otras Aes Sedai que lo acompañan. Más adelante, Rand y Nynaeve al'Meara viajan a Shadar Logoth y allí, protegidos por Aes Sedai de Cadsuane y Asha'man leales que se enfrentan a los renegados, Rand y Nynaeve usan el Choedan Kal para limpiar al saidin de la influencia del Oscuro. En el proceso, son destruidos Shadar Logoth y la clave de acceso a la Choedan Kal femenina.